# Versainville
Versainville és un municipi francès situat al departament de Calvados i a la regió de Normandia. L'any 2007 tenia 403 habitants.

## Demografia

### Població
El 2007 la població de fet de Versainville era de 403 persones. Hi havia 140 famílies de les quals 28 eren unipersonals (4 homes vivint sols i 24 dones vivint soles), 52 parelles sense fills i 60 parelles amb fills.
La població ha evolucionat segons el següent gràfic:
Habitants censats

### Habitatges
El 2007 hi havia 167 habitatges, 149 eren l'habitatge principal de la família, 8 eren segones residències i 10 estaven desocupats. 155 eren cases i 11 eren apartaments. Dels 149 habitatges principals, 120 estaven ocupats pels seus propietaris, 28 estaven llogats i ocupats pels llogaters i 2 estaven cedits a títol gratuït; 3 tenien una cambra, 6 en tenien dues, 11 en tenien tres, 32 en tenien quatre i 98 en tenien cinc o més. 127 habitatges disposaven pel capbaix d'una plaça de pàrquing. A 59 habitatges hi havia un automòbil i a 86 n'hi havia dos o més.

### Piràmide de població
La piràmide de població per edats i sexe el 2009 era:
| Homes | Edats   | Dones |
| ----- | ------- | ----- |
| 0     | 95 o +  | 0     |
| 0     | 90 a 94 | 0     |
| 0     | 85 a 89 | 8     |
| 4     | 80 a 84 | 8     |
| 8     | 75 a 79 | 0     |
| 4     | 70 a 74 | 0     |
| 12    | 65 a 69 | 0     |
| 4     | 60 a 64 | 20    |
| 0     | 55 a 59 | 12    |
| 12    | 50 a 54 | 0     |
| 32    | 45 a 49 | 20    |
| 8     | 40 a 44 | 16    |
| 24    | 35 a 39 | 8     |
| 0     | 30 a 34 | 16    |
| 16    | 25 a 29 | 16    |
| 8     | 20 a 24 | 4     |
| 8     | 15 a 19 | 24    |
| 0     | 10 a 14 | 8     |
| 24    | 5 a 9   | 4     |
| 12    | 0 a 4   | 20    |

## Economia
El 2007 la població en edat de treballar era de 268 persones, 200 eren actives i 68 eren inactives. De les 200 persones actives 182 estaven ocupades (96 homes i 86 dones) i 18 estaven aturades (5 homes i 13 dones). De les 68 persones inactives 31 estaven jubilades, 25 estaven estudiant i 12 estaven classificades com a «altres inactius».

### Ingressos
El 2009 a Versainville hi havia 153 unitats fiscals que integraven 432 persones, la mediana anual d'ingressos fiscals per persona era de 17.725,5 €.

### Activitats econòmiques
Dels 14 establiments que hi havia el 2007, 5 eren d'empreses de construcció, 2 d'empreses de comerç i reparació d'automòbils, 2 d'empreses de serveis, 2 d'entitats de l'administració pública i 3 d'empreses classificades com a «altres activitats de serveis».
Dels 4 establiments de servei als particulars que hi havia el 2009, 1 era un guixaire pintor, 1 fusteria, 1 lampisteria i 1 empresa de construcció.
L'any 2000 a Versainville hi havia 14 explotacions agrícoles que ocupaven un total de 1.050 hectàrees.

## Equipaments sanitaris i escolars
El 2009 hi havia una escola elemental integrada dins d'un grup escolar amb les comunes properes formant una escola dispersa.

## Poblacions més properes
El següent diagrama mostra les poblacions més properes.